# 下小倉バイパス
下小倉バイパス（しもこぐらバイパス）は栃木県宇都宮市下小倉町内を通る国道293号のバイパスである。
この区間の旧国道293号は人家が連なっており、大型車同士のすれ違いに支障をきたし歩行者の通行が危険な状態になっていた。昭和59年に新氏家大橋が完成してから交通量の増加が顕著になったためバイパス整備の要望が高まることとなった。西側区間の開通は用地買収の進捗が遅れたため、東側が先に開通することになった。

## 路線データ
- 起点：栃木県宇都宮市下小倉町
- 終点：栃木県宇都宮市下小倉町
- 車線数：2車線

## 沿革
- 1985年（昭和60年）：調査・設計完了。
- 1986年（昭和61年）：事業の要望開始。
- 1990年（平成2年）3月29日：氏家大橋～下小倉下岡本線（現在の名称は栃木県道239号白沢下小倉線）まで開通。
- 1992年（平成4年）：全線開通。

## 交差する道路
- 栃木県道239号白沢下小倉線